# Cartouche (comique)
Pour les articles homonymes, voir Cartouche.
Farid Bendjafar, dit Cartouche, est un humoriste, mime et danseur français, d'origine algérienne, né le 9 janvier 1976 à Montfermeil (Seine-Saint-Denis). Il est surtout connu pour son rôle du professeur Ouf dans le shortcom Ouf le prof ! qui était diffusé sur TF1.

## Pseudonyme
Farid Bendjafar a choisi son pseudonyme en hommage à Cartouche, brigand du XVIIIe siècle, héros de son enfance.

## Formation
Plombier de formation, il étudie au Lycée d'Enseignement Professionnel de la Rochette (banlieue de Melun) de 1981 à 1984, établissement où il est interne et où déjà il se fait remarquer pour son humour.
Alors qu'il vit à la cité des Coudreaux à Chelles, il suit, en cachette de sa famille, des cours de danse au conservatoire du Raincy, puis aux Studios Sylvie Vartan et à l'école du mime Marceau.
En 1991, il intègre l'opéra de Marseille.
En 2000, il se dirige vers une carrière d'humoriste.

## Théâtre

### Pièces
- 2006 : Dernier rappel : premier rôle (mise en scène et actrice principale : Josiane Balasko)

### One-man-shows
- 2007-2008 : Les femmes sont des hommes comme les autres, mis en scène par Marie-Claude Pietragalla, au théâtre Trévise
- 2009-2010 : Nouveau spectacle mis en scène par Marie-Claude Pietragalla et Julien Derouault,
- 2011 : Soirée entre filles de Cartouche, Théâtre Le Temple
- 2012 : Soirée entre filles de Cartouche, Comédie des Boulevards
- 2013-2014 : Soirée entre filles de Cartouche, tournée[2].
- 2015 : Hors de contrôle, mise en scène Philipe Sohier
- 2015-2016 : Oui !, de Cartouche, mise en scène Phillipe Sohier (création Avignon 2015, Paris 2016)
- 2018 : Demain je me lève de bonheur

## Filmographie
- 2003 : Podium de Yann Moix
- 2005 : La cloche a sonné de Bruno Herbulot
- 2005 : L'Homme qui voulait passer à la télé d'Amar Arhab
- 2005 : La Famille Zappon d'Amir Arhab
- 2005-2008 : Ouf le prof ! : le professeur Ouf
- 2006 : Célibataires de Jean-Michel Verner
- 2007 : Michou d'Auber
- 2018 : Je suis ton père réalisé par Farid Dms Debah

## Émissions de télévision
- 2005 : Celebrity Dancing sur TF1 : juré
- 2005 et 2008 : Fort Boyard : candidat
- 2009-2010 : La Porte ouverte à toutes les fenêtres sur France 4
- 2013 : Les Crazy Games sur Gulli
- 2014-2015 : Faites danser le monde sur France Ô : juré
- 2016 : Still Standing : Qui passera à la trappe ? sur D8
- 2017 : Un mot peut en cacher un autre sur France 2
- 2017 : Tout le monde a son mot à dire sur France 2

## Publication
- Quand je serai danseur  (préf. Marie-Claude Pietragalla), Paris, Robert Laffont, 2007, 148 p. (ISBN 978-2-221-10673-0)
- 2016 Tueur de Salauds, éditeur Flammarion, Roman